# Cestrotus apicalis
Cestrotus apicalis är en tvåvingeart som först beskrevs av Friedrich Georg Hendel 1920.  Cestrotus apicalis ingår i släktet Cestrotus och familjen lövflugor.
Artens utbredningsområde är Taiwan. Inga underarter finns listade i Catalogue of Life.